# ألكسندر كوستادينوف
ألكسندر كوستادينوف (بالبلغارية: Александър Костадинов)‏ هو مصارع رياضي بلغاري، ولد في 28 يوليو 1988 في كيوستينديل في بلغاريا.

## وصلات خارجية
- ألكسندر كوستادينوف على موقع قاعدة بيانات المصارعة الدولية (الإنجليزية)
- ألكسندر كوستادينوف على موقع اللجنة الأولمبية الدولية (الإنجليزية)
- ألكسندر كوستادينوف على موقع أوليمبيديا (الإنجليزية)